# Paul Becker (Journalist)
Paul Becker (* 1. Mai 1910 in München; † 23. Jänner 1984 in Salzburg) war ein deutsch-österreichischer Journalist.

## Leben
Becker absolvierte das Realgymnasium und studierte anschließend Staatswissenschaft und Kunstgeschichte in Heidelberg, Dijon und Paris. Im Jahr 1933 promovierte er an der Ruprecht-Karls-Universität Heidelberg.
In den Jahren 1930 bis 1933 war er als Redakteur für Mannheimer Zeitungen tätig. Als Pressereferent der Wirtschaftsgruppe Bauindustrie in Mannheim arbeitete er in den Jahren 1934 und 1935, danach bei der  Textil-Woche in Berlin und als Kulturredakteur. Von 1939 bis 1945 war er bei der Wehrmacht eingerückt.
Ab September 1945 arbeitete er als Redakteur für Weltnachrichten beim US-Sender Rot-Weiß-Rot im Studio Salzburg. Bald begann er bei ebendiesem Studio den Aufbau der Abteilung Kultur und Wissenschaft und wurde dessen Leiter. Ende 1950 wurde er als Nachfolger von Emmerich Zillner, nachdem dieser nach Wien gewechselt hatte, Direktor des Studios.
Als der Sender in Salzburg aufgelöst wurde, wurde er beim ORF Intendant und bekam die Aufgabe, das Landesstudio weiterzuführen. In den Jahren 1967 und 1971 wurde er jeweils wiederbestellt.
Im Jahr 1975 wurde er pensioniert.

## Wirken
In seinen Wirkungskreis fiel vor allem das Kulturleben Salzburgs darzustellen. So fiel in seine Kompetenz die Rundfunkübertragung der Salzburger Festspiele. Weitere langlebige Sendereihen wie Du holde Kunst, Salzburger Mozartstunde und regelmäßige wissenschaftliche und kulturelle Veranstaltungen, wie das Salzburger Nachtstudio ab November 1956 oder die Salzburger Humanismusgespräche wurden von ihm initiiert.
Das Landesstudio konnte trotz seiner Initiativen zu Beginn im Jahr 1954 erst im Jahr 1972 fertiggestellt werden.
Neben seiner Tätigkeit beim ORF war er ab Anfang der 1960er-Jahre zusätzlich als Verfasser und (Mit-)Herausgeber zahlreicher Werke zur Kunstgeschichte sowie zur Kulturlandschaft und -geschichte des Landes Salzburg.

## Auszeichnungen
- 1966: Berufstitel Professor
- 1966: Goldenes Ehrenzeichen für Verdienste um die Republik Österreich
- 1970: Großes Verdienstkreuz der Bundesrepublik Deutschland
- 1973: Silbernes Verdienstzeichen des Landes Salzburg